# Mitra cardinalis
Espèce
Mitra cardinalis est une espèce de mollusque gastéropode marin appartenant à la famille des Mitridae.
- Répartition : Indo-Pacifique.
- Longueur : 7 cm.

## Source
- Arianna Fulvo et Roberto Nistri (2005). 350 coquillages du monde entier. Delachaux et Niestlé (Paris) : 256 p.  (ISBN 2-603-01374-2)